# Пихтовая (станция)

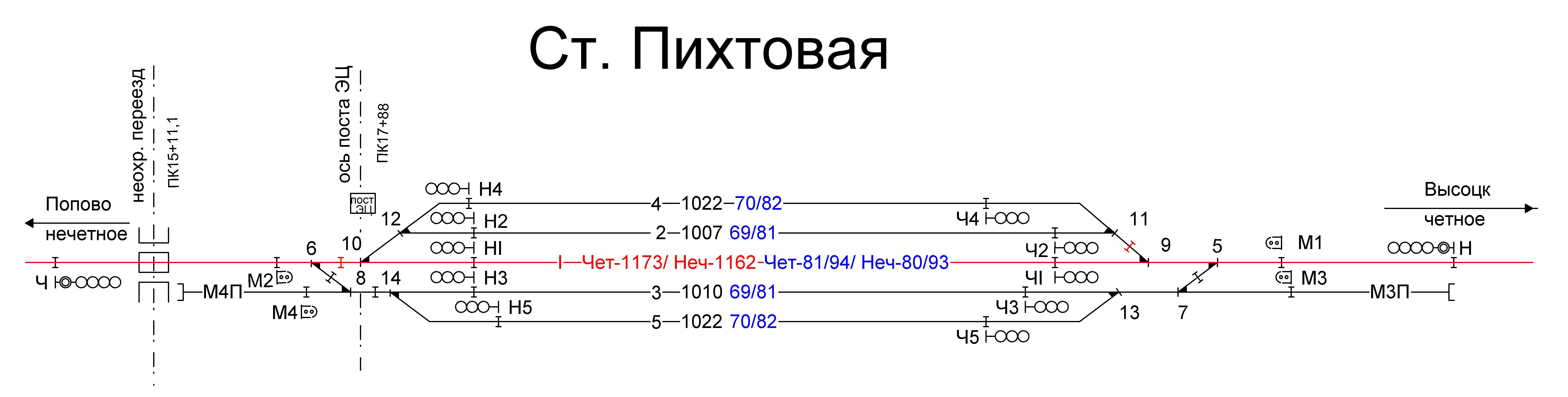
Схема станции Пихтовая.

Пи́хтовая — техническая грузовая железнодорожная станция Октябрьской железной дороги на 1,75 км линии Попово — Высоцк в Советском городском поселении Выборгского района Ленинградской области. Расположена в 19 километрах от Выборга. Была открыта в 2005 году, одновременно с электрификацией участка Выборг — Попово — Пихтовая под грузовое движение. Находится буквально в двух километрах от станции Попово, и являлась станцией смены тяги — с электрической на тепловозную, поскольку электрификация на перегоне Пихтовая — Высоцк ещё не была завершена. Именно для этого станция изначально и была построена. С 2016 года началось движение до станции Высоцк на электрической тяге, однако часть поездов по-прежнему следует с тепловозами.
На станции 5 путей. Есть модуль ЭЦ, пункт опробования тормозов и здание ПЧ.
До присоединения данной территории к СССР неподалёку от этого места на 8 километре линии действовала финская станция Монола, которая не была восстановлена после войны.

## Галерея

Станция Пихтовая
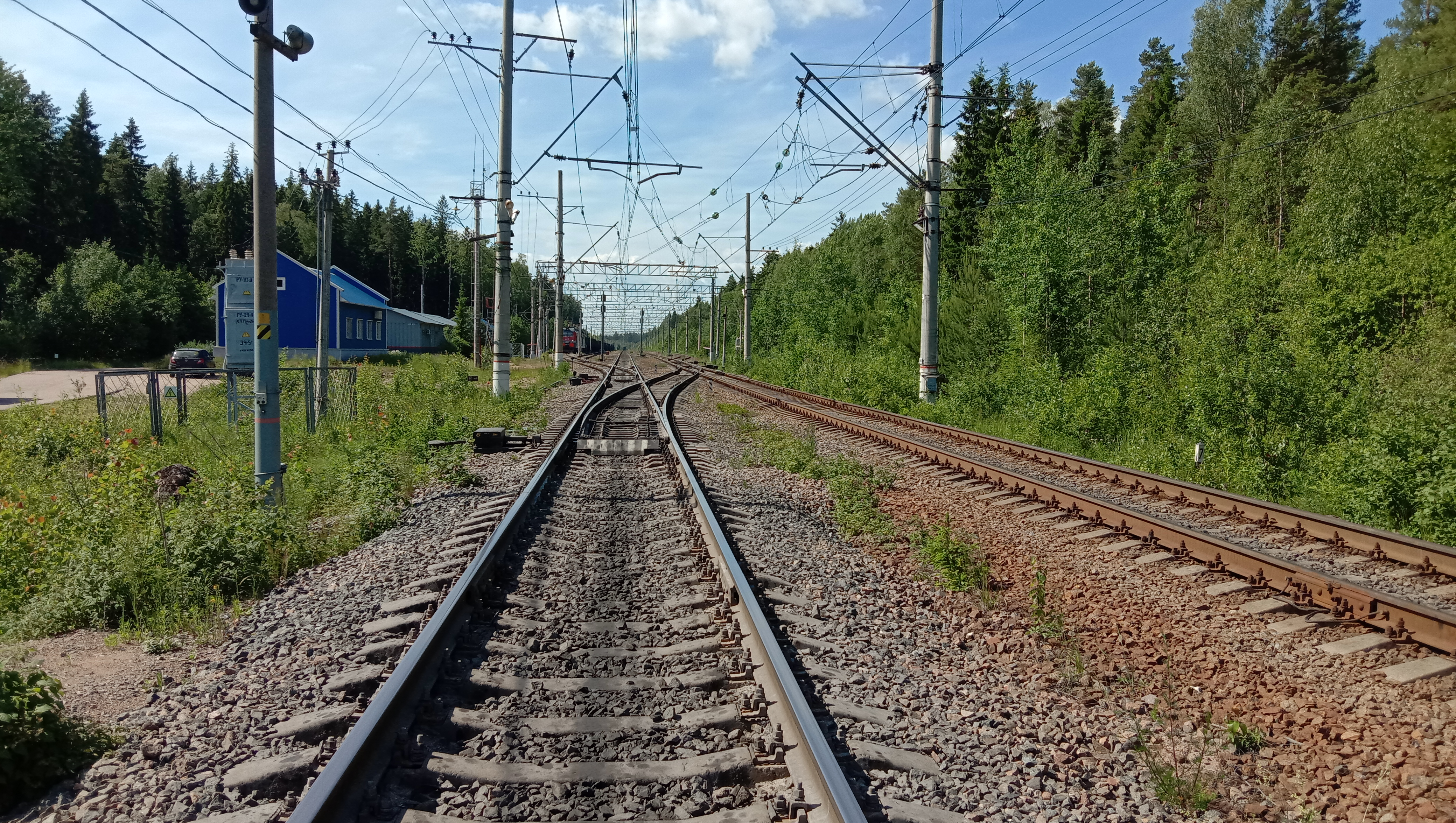
Вид в сторону Высоцка.
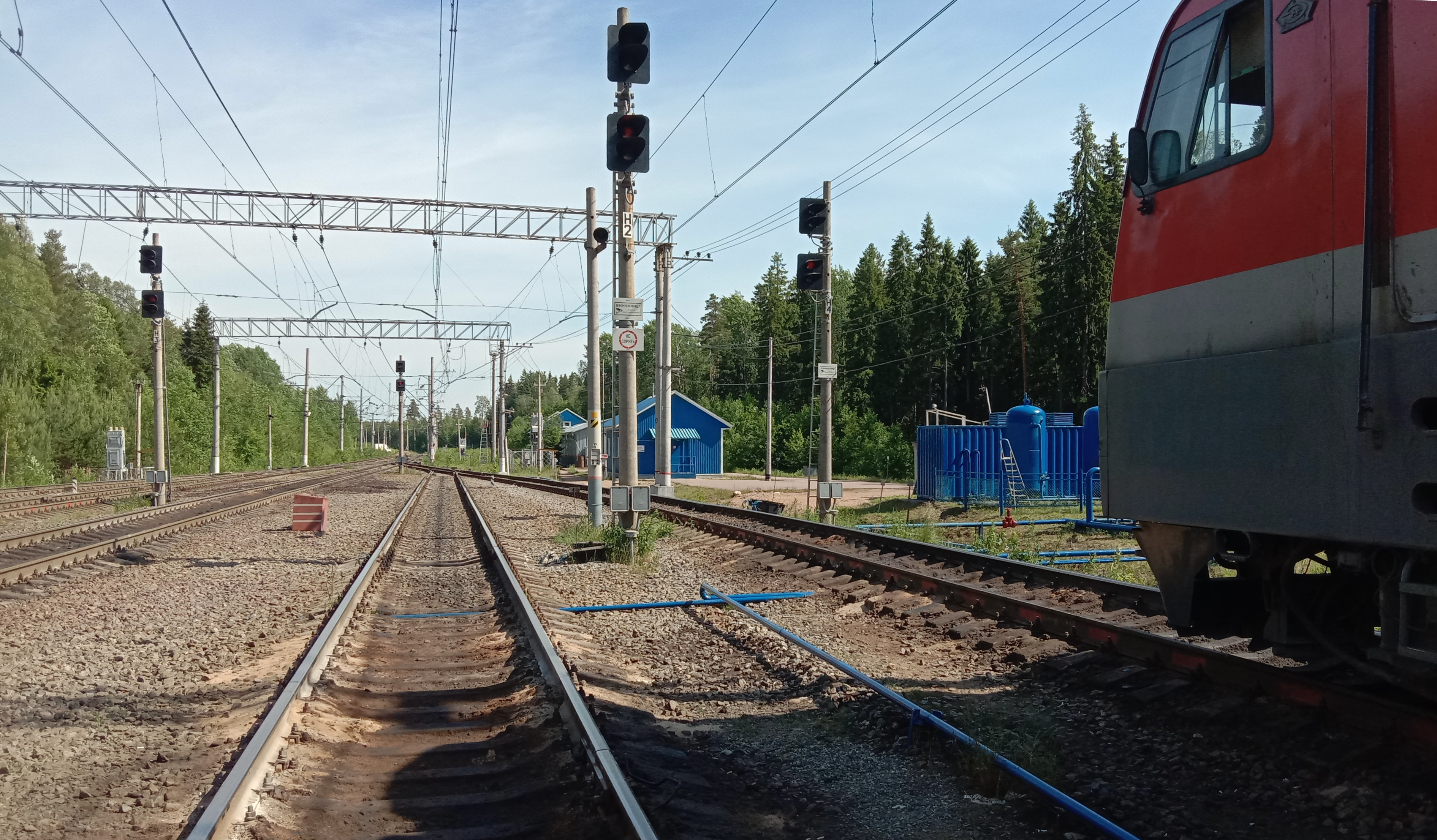
Вид в сторону ст. Попово.
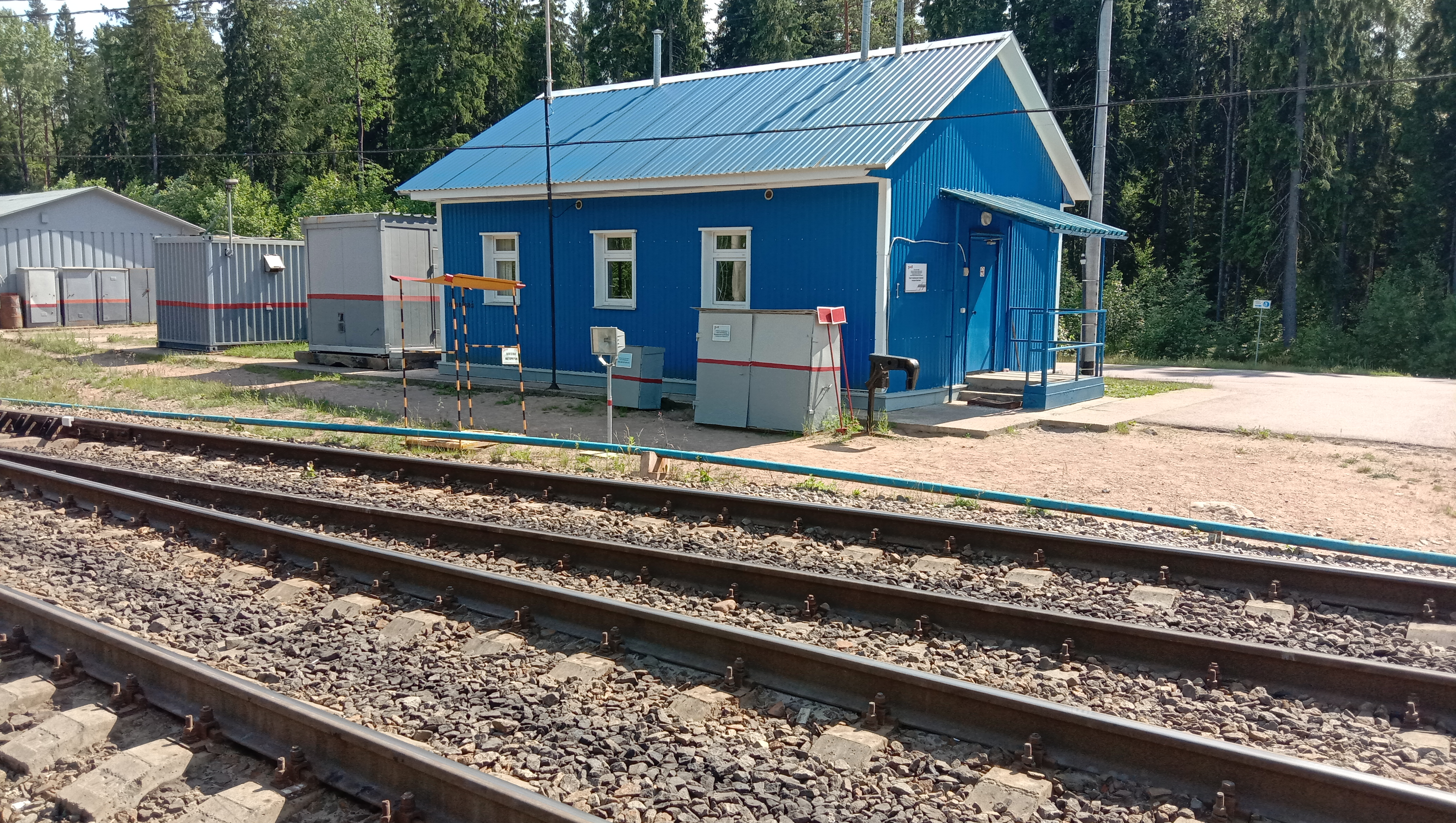
Пункт опробования тормозов.
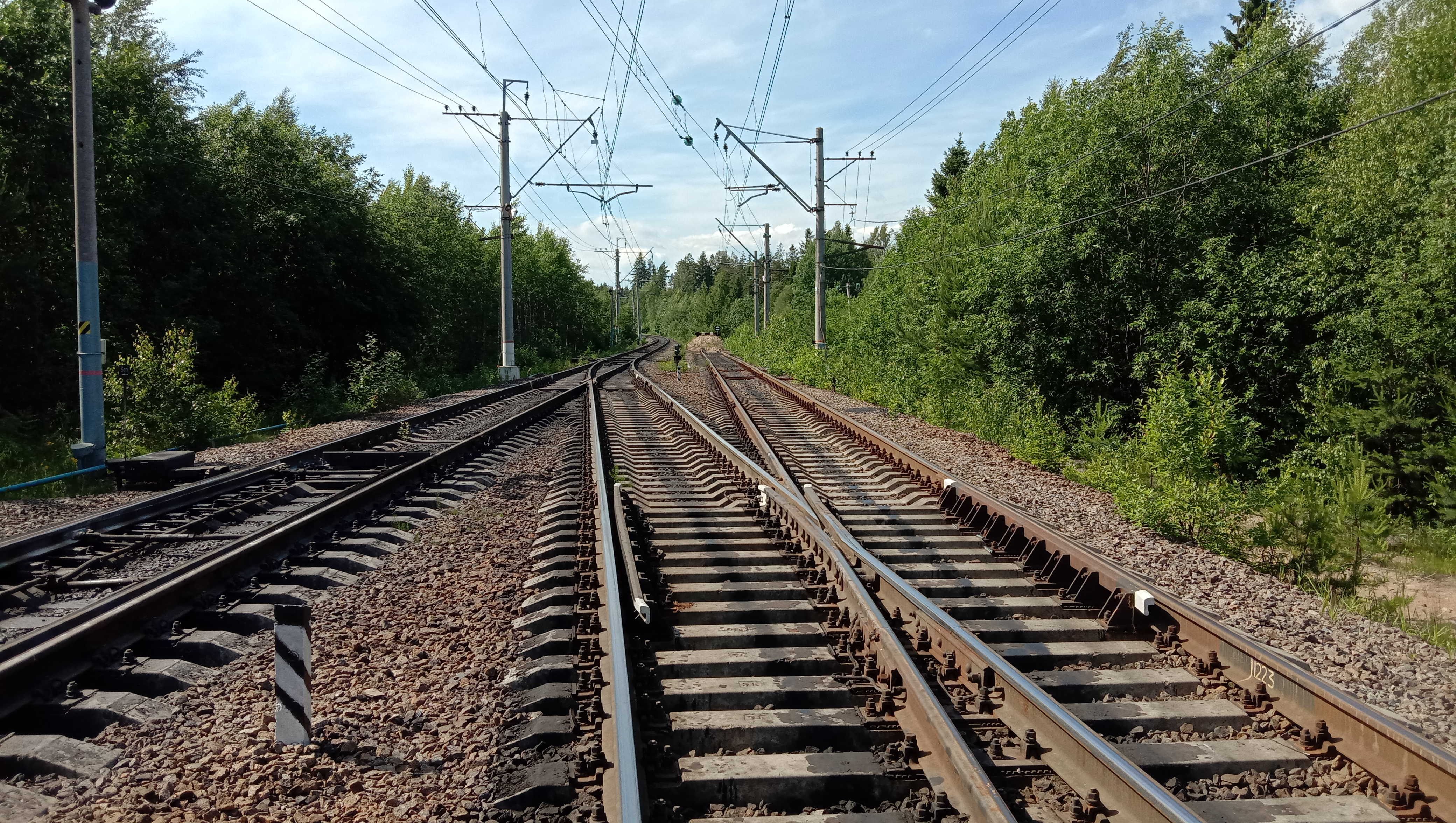
Вид в сторону Высоцка.